# IC 3854
IC 3854 ist ein Galaxienpaar im Sternbild Jagdhunde. Es ist schätzungsweise 884 Millionen Lichtjahre von der Milchstraße entfernt. 
Das Objekt wurde am 21. März 1903 von Max Wolf entdeckt.